# Xã Alma, Quận Wabaunsee, Kansas
Xã Alma (tiếng Anh: Alma Township) là một xã thuộc quận Wabaunsee, tiểu bang Kansas, Hoa Kỳ. Năm 2010, dân số của xã này là 1.191 người.